# Franz Daniels
Franz Daniels, nemški general in vojaški veterinar, * 8. maj 1886, † 26. april 1978.